# Rally Acrópolis de 2023
El Rally Acrópolis de 2023, oficialmente 67. EKO Acropolis Rally Greece, fue la sexagésimo séptima edición y la décima ronda de la temporada 2023 del Campeonato Mundial de Rally. Se celebró del 7 al 10 de septiembre y contó con un itinerario de quince tramos sobre tierra que sumaron un total de 270,89 km cronometrados. Fue también la décima ronda de los campeonatos WRC-2 y WRC-3 y la última ronda del JWRC.
El ganador de la prueba fue el campeón defensor Kalle Rovanperä quien consiguió la undécima victoria de su carrera y la segunda en esta prueba tras la conseguida en 2021. Rovanperä llegó al último día de competencia con dos minutos de ventaja de los cuales administro hasta la victoria, mientras que la lucha por el segundo puesto fue dura entre Elfyn Evans y Dani Sordo. Sordo llegó segundo al último día pero un scratch de Evans lo puso por delante, el español intento contrarrestar el golpe ganando la penúltima especial, llegando a la última a solo 2.7 segundos, pero el británico no dio el brazo a torcer y le saco 1.5 segundos más, imponiéndose por 4.2 al español del Hyundai Shell Mobis WRT.
En el WRC-2, el ganador de la prueba fue el noruego Andreas Mikkelsen quien ganó su tercer rally de la temporada. Mikkelsen se sobrepuso a tres pinchazos sufridos en el segundo día de competición para ganar la prueba por solo 10.3 segundos a su compañero de estructura Gus Greensmith. El tercer puesto fue para el francés Yohan Rossel quien terminó tercero tras sufrir un pinchazo cuando lideraba la prueba.
Al estar la lista de inscriptos compuesta mayoritariamente por los casi los mismos participantes, los podios del WRC-3 y del JWRC fueron exactamente los mismos. El ganador de la prueba fue el paraguayo Diego Domínguez Jr quien consiguió su tercera victoria en el WRC-3 y su primera victoria en el JWRC en la última fecha del certamen. Domínguez Jr ganó por más de seis minutos de ventaja sobre el irlandés Eamonn Kelly y por casi ocho al belga Tom Rensonnet. Con el quinto puesto obtenido sumado a los cuatro scratch, el irlandés William Creighton se consagró campeón del JWRC.

## Lista de inscritos
| Num.                                                         | Piloto                    | Copiloto                  | Equipo                           | Automóvil                | Neu.                     |
| World Rally Championship                                     | World Rally Championship  | World Rally Championship  | World Rally Championship         | World Rally Championship | World Rally Championship |
| ------------------------------------------------------------ | ------------------------- | ------------------------- | -------------------------------- | ------------------------ | ------------------------ |
| 4                                                            | Esapekka Lappi            | Janne Ferm                | Hyundai Shell Mobis WRT          | Hyundai i20 N Rally1     | P                        |
| 6                                                            | Dani Sordo                | Cándido Carrera           | Hyundai Shell Mobis WRT          | Hyundai i20 N Rally1     | P                        |
| 7                                                            | Pierre-Louis Loubet       | Nicolas Gilsoul           | M-Sport Ford WRT                 | Ford Puma Rally1         | P                        |
| 8                                                            | Ott Tänak                 | Martin Järveoja           | M-Sport Ford WRT                 | Ford Puma Rally1         | P                        |
| 9                                                            | Jourdan Serderidis        | Frédéric Miclotte         | M-Sport Ford WRT                 | Ford Puma Rally1         | P                        |
| 11                                                           | Thierry Neuville          | Martijn Wydaeghe          | Hyundai Shell Mobis WRT          | Hyundai i20 N Rally1     | P                        |
| 17                                                           | Sébastien Ogier           | Vincent Landais           | Toyota Gazoo Racing WRT          | Toyota GR Yaris Rally1   | P                        |
| 18                                                           | Takamoto Katsuta          | Aaron Johnston            | Toyota Gazoo Racing WRT          | Toyota GR Yaris Rally1   | P                        |
| 33                                                           | Elfyn Evans               | Scott Martin              | Toyota Gazoo Racing WRT          | Toyota GR Yaris Rally1   | P                        |
| 69                                                           | Kalle Rovanperä           | Jonne Halttunen           | Toyota Gazoo Racing WRT          | Toyota GR Yaris Rally1   | P                        |
| World Rally Championship 2                                   |                           |                           |                                  |                          |                          |
| 20                                                           | Andreas Mikkelsen         | Torstein Eriksen          | Toksport WRT 3                   | Škoda Fabia RS Rally2    | P                        |
| 21                                                           | Yohan Rossel              | Arnaud Dunand             | PH Sport                         | Citroën C3 Rally2        | P                        |
| 22                                                           | Sami Pajari               | Enni Mälkönen             | Toksport WRT 2                   | Škoda Fabia RS Rally2    | P                        |
| 23                                                           | Oliver Solberg            | Elliott Edmondson         | Oliver Solberg                   | Škoda Fabia RS Rally2    | P                        |
| 24                                                           | Gus Greensmith            | Jonas Andersson           | Toksport WRT 3                   | Škoda Fabia RS Rally2    | P                        |
| 25                                                           | Kajetan Kajetanowicz      | Maciej Szczepaniak        | Kajetan Kajetanowicz             | Škoda Fabia RS Rally2    | P                        |
| 26                                                           | Nikolay Gryazin           | Konstantin Aleksandrov    | Toksport WRT 2                   | Škoda Fabia RS Rally2    | P                        |
| 27                                                           | Adrien Fourmaux           | Alexandre Coria           | M-Sport Ford WRT                 | Ford Fiesta Rally2       | P                        |
| 28                                                           | Marco Bulacia             | Diego Vallejo             | Toksport WRT                     | Škoda Fabia RS Rally2    | P                        |
| 29                                                           | Martin Prokop             | Michal Ernst              | Martin Prokop                    | Ford Fiesta Rally2       | P                        |
| 30                                                           | Mikołaj Marczyk           | Szymon Gospodarczyk       | Mikołaj Marczyk                  | Škoda Fabia RS Rally2    | P                        |
| 31                                                           | Georg Linnamäe            | James Morgan              | Georg Linnamäe                   | Hyundai i20 N Rally2     | P                        |
| 32                                                           | Grégoire Munster          | Louis Louka               | M-Sport Ford WRT                 | Ford Fiesta Rally2       | P                        |
| 34                                                           | Lauri Joona               | Tuukka Shemeikka          | Lauri Joona                      | Škoda Fabia RS Rally2    | P                        |
| 35                                                           | Robert Virves             | Craig Drew                | Robert Virves                    | Ford Fiesta Rally2       | P                        |
| 36                                                           | Alexandros Tsouloftas     | Stelios Elia              | Alexandros Tsouloftas            | Volkswagen Polo GTI R5   | P                        |
| 37                                                           | Lambros Athanassoulas     | Nikolaos Zakheos          | Lambros Athanassoulas            | Hyundai i20 N Rally2     | P                        |
| 38                                                           | Alejandro Cachón          | Alejandro López Fernández | Alejandro Cachón                 | Citroën C3 Rally2        | P                        |
| 39                                                           | Alexander Villanueva      | José Murado González      | Alexander Villanueva             | Škoda Fabia RS Rally2    | P                        |
| 40                                                           | Johannes Keferböck        | Ilka Minor                | Johannes Keferböck               | Škoda Fabia Rally2 Evo   | P                        |
| 41                                                           | Rakan Al-Rashed           | Hugo Magalhães            | Rakan Al-Rashed                  | Škoda Fabia RS Rally2    | P                        |
| 44                                                           | Gaurav Gill               | Florian Barral            | Gaurav Gill                      | Škoda Fabia Rally2 Evo   | P                        |
| 45                                                           | Giorgos Kechagias         | Christos Kouzionis        | Giorgos Kechagias                | Škoda Fabia Rally2 Evo   | P                        |
| 46                                                           | Panagiotis Roustemis      | Nikolaos Petropoulos      | Panagiotis Roustemis             | Škoda Fabia RS Rally2    | P                        |
| 47                                                           | Vassileios Velanis        | Ioannis Velanis           | Vassileios Velanis               | Škoda Fabia Rally2 Evo   | P                        |
| 48                                                           | Chrisostomos Karellis     | Elias Panagiotounis       | Chrisostomos Karellis            | Citroën C3 Rally2        | P                        |
| 49                                                           | Marios Xanthakos          | Nikos Karathanassis       | Marios Xanthakos                 | Škoda Fabia R5           | P                        |
| 50                                                           | Miguel Díaz-Aboitiz       | Diego Sanjuan de Eusebio  | Miguel Díaz-Aboitiz              | Škoda Fabia Rally2 Evo   | P                        |
| 51                                                           | George Vassilakis         | Nikos Intzoglou           | George Vassilakis                | Ford Fiesta R5           | P                        |
| 52                                                           | Nasser Khalifa Al-Attiyah | Giovanni Bernacchini      | Nasser Khalifa Al-Attiyah        | Ford Fiesta Rally2       | P                        |
| 67                                                           | Yorgo Philippedes         | Stuart Loudon             | Yorgo Philippedes                | Škoda Fabia Rally2 Evo   | P                        |
| World Rally Championship 3 - Junior World Rally Championship |                           |                           |                                  |                          |                          |
| 53                                                           | Epaminondas Karanikolas   | Giorgos Kakavas           | Epaminondas Karanikolas          | Ford Fiesta Rally3       | P                        |
| 54                                                           | Efthimios Halkias         | Nikos Komnos              | Efthimios Halkias                | Renault Clio Rally3      | P                        |
| 55                                                           | Spiros Galerakis          | Konstantinos Soukoulis    | Spiros Galerakis                 | Ford Fiesta Rally3       | P                        |
| 56                                                           | Giorgos Delaportas        | Evangelos Panaritis       | Giorgos Delaportas               | Ford Fiesta Rally3       | P                        |
| 57                                                           | Eduardo Castro            | Carla Salvat Trías        | Eduardo Castro                   | Ford Fiesta Rally3       | P                        |
| 58                                                           | Ali Türkkan               | Burak Erdener             | Castrol Ford Team Türkiye        | Ford Fiesta Rally3       | P                        |
| 59                                                           | Diego Dominguez Jr        | Rogelio Peñate            | Diego Dominguez Jr               | Ford Fiesta Rally3       | P                        |
| 60                                                           | William Creighton         | Liam Regan                | Motorsport Ireland Rally Academy | Ford Fiesta Rally3       | P                        |
| 61                                                           | Laurent Pellier           | Kévin Bronner             | Laurent Pellier                  | Ford Fiesta Rally3       | P                        |
| 62                                                           | Tom Rensonnet             | Loïc Dumont               | RACB National Team               | Ford Fiesta Rally3       | P                        |
| 63                                                           | Roberto Blach Núñez       | Mauro Barreiro            | Roberto Blach Núñez              | Ford Fiesta Rally3       | P                        |
| 64                                                           | Eamonn Kelly              | Conor Mohan               | Motorsport Ireland Rally Academy | Ford Fiesta Rally3       | P                        |
| 65                                                           | Hamza Anwar               | Julia Thulin              | Hamza Anwar                      | Ford Fiesta Rally3       | P                        |
| 66                                                           | Nataniel Bruun Sosa       | Claudio Bustos            | Nataniel Bruun Sosa              | Ford Fiesta Rally3       | P                        |
| Fuente: ewrc-results.com                                     |                           |                           |                                  |                          |                          |

## Itinerario
| Día                      | Tramo | Nombre                   | Distancia | Ganador de la etapa | Automóvil              | Tiempo          | Líder de la general |
| ------------------------ | ----- | ------------------------ | --------- | ------------------- | ---------------------- | --------------- | ------------------- |
| Día 1 (7 de septiembre)  | -     | Lamia (Shakedown)        | 3.62 km   | Tramo cancelado     | Tramo cancelado        | Tramo cancelado | -                   |
| Día 1 (7 de septiembre)  | SS1   | EKO Super Special Stage  | 1.95 km   | Kalle Rovanperä     | Toyota GR Yaris Rally1 | 1:32.9          | Kalle Rovanperä     |
| Día 2 (8 de septiembre)  | SS2   | Loutraki 1               | 10.37 km  | Thierry Neuville    | Hyundai i20 N Rally1   | 5:34.4          | Thierry Neuville    |
| Día 2 (8 de septiembre)  | SS3   | Pissia                   | 16.43 km  | Kalle Rovanperä     | Toyota GR Yaris Rally1 | 11:16.8         | Thierry Neuville    |
| Día 2 (8 de septiembre)  | SS4   | Loutraki 2               | 10.37 km  | Sebastien Ogier     | Toyota GR Yaris Rally1 | 5:32.1          | Thierry Neuville    |
| Día 2 (8 de septiembre)  | SS5   | Livadia                  | 21.03 km  | Ott Tänak           | Ford Puma Rally1       | 12:51.7         | Thierry Neuville    |
| Día 2 (8 de septiembre)  | SS6   | Elatia                   | 28.32 km  | Ott Tänak           | Ford Puma Rally1       | 18:01.4         | Thierry Neuville    |
| Día 3 (9 de septiembre)  | SS7   | Pavliani 1               | 24.25 km  | Kalle Rovanperä     | Toyota GR Yaris Rally1 | 19:46.5         | Sebastien Ogier     |
| Día 3 (9 de septiembre)  | SS8   | Karoutes 1               | 28.49 km  | Thierry Neuville    | Hyundai i20 N Rally1   | 17:00.5         | Thierry Neuville    |
| Día 3 (9 de septiembre)  | SS9   | Eleftherochori 1         | 18.02 km  | Kalle Rovanperä     | Toyota GR Yaris Rally1 | 10:47.6         | Thierry Neuville    |
| Día 3 (9 de septiembre)  | SS10  | Pavliani 2               | 24.25 km  | Kalle Rovanperä     | Toyota GR Yaris Rally1 | 19:07.5         | Sebastien Ogier     |
| Día 3 (9 de septiembre)  | SS11  | Karoutes 2               | 28.49 km  | Kalle Rovanperä     | Toyota GR Yaris Rally1 | 16:43.5         | Sebastien Ogier     |
| Día 3 (9 de septiembre)  | SS12  | Eleftherochori 2         | 18.02 km  | Kalle Rovanperä     | Toyota GR Yaris Rally1 | 10:27.4         | Kalle Rovanperä     |
| Día 4 (10 de septiembre) | SS13  | Tarzan                   | 23.37 km  | Elfyn Evans         | Toyota GR Yaris Rally1 | 16:40.2         | Kalle Rovanperä     |
| Día 4 (10 de septiembre) | SS14  | Grammeni 1               | 9.00 km   | Dani Sordo          | Hyundai i20 N Rally1   | 6:46.4          | Kalle Rovanperä     |
| Día 4 (10 de septiembre) | SS15  | Grammeni 2 (Power Stage) | 9.00 km   | Kalle Rovanperä     | Toyota GR Yaris Rally1 | 6:28.1          | Kalle Rovanperä     |
| Fuente: ewrc-results.com |       |                          |           |                     |                        |                 |                     |

### Power stage
El power stage fue una etapa de 9.00 km al final del rally. Se otorgaron puntos adicionales del Campeonato Mundial a los cinco más rápidos.
| Pos. | Piloto          | Copiloto        | Coche                  | Equipo                  | Tiempo | Puntos |
| ---- | --------------- | --------------- | ---------------------- | ----------------------- | ------ | ------ |
| 1    | Kalle Rovanperä | Jonne Halttunen | Toyota GR Yaris Rally1 | Toyota Gazoo Racing WRT | 6:28.1 | 5      |
| 2    | Elfyn Evans     | Scott Martin    | Toyota GR Yaris Rally1 | Toyota Gazoo Racing WRT | +2.5   | 4      |
| 3    | Ott Tänak       | Martin Järveoja | Ford Puma Rally1       | M-Sport Ford WRT        | +2.6   | 3      |
| 4    | Dani Sordo      | Cándido Carrera | Hyundai i20 N Rally1   | Hyundai Shell Mobis WRT | +4.0   | 2      |
| 5    | Esapekka Lappi  | Janne Ferm      | Hyundai i20 N Rally1   | Hyundai Shell Mobis WRT | +4.3   | 1      |

## Clasificación final
| World Rally Championship        | World Rally Championship | World Rally Championship  | World Rally Championship | World Rally Championship         | World Rally Championship | World Rally Championship | World Rally Championship |
| Pos.                            | Piloto                   | Copiloto                  | Automóvil                | Equipo                           | Neumático                | Tiempo                   | Puntos                   |
| ------------------------------- | ------------------------ | ------------------------- | ------------------------ | -------------------------------- | ------------------------ | ------------------------ | ------------------------ |
| 1                               | Kalle Rovanperä          | Jonne Halttunen           | Toyota GR Yaris Rally1   | Toyota Gazoo Racing WRT          | P                        | 3:00:16.7                | 25                       |
| 2                               | Elfyn Evans              | Scott Martin              | Toyota GR Yaris Rally1   | Toyota Gazoo Racing WRT          | P                        | +1:31.7                  | 18                       |
| 3                               | Dani Sordo               | Cándido Carrera           | Hyundai i20 N Rally1     | Hyundai Shell Mobis WRT          | P                        | +1:35.9                  | 15                       |
| 4                               | Ott Tänak                | Martin Järveoja           | Ford Puma Rally1         | M-Sport Ford WRT                 | P                        | +4:28.4                  | 12                       |
| 5                               | Esapekka Lappi           | Janne Ferm                | Hyundai i20 N Rally1     | Hyundai Shell Mobis WRT          | P                        | +6:22.3                  | 10                       |
| 6                               | Takamoto Katsuta         | Aaron Johnston            | Toyota GR Yaris Rally1   | Toyota Gazoo Racing WRT          | P                        | +7:20.9                  | 8                        |
| 7                               | Andreas Mikkelsen        | Torstein Eriksen          | Škoda Fabia RS Rally2    | Toksport WRT 3                   | P                        | +9:41.0                  | 6                        |
| 8                               | Gus Greensmith           | Jonas Andersson           | Škoda Fabia RS Rally2    | Toksport WRT 3                   | P                        | +9:51.3                  | 4                        |
| 9                               | Yohan Rossel             | Arnaud Dunand             | Citroën C3 Rally2        | PH Sport                         | P                        | +11:07.0                 | 2                        |
| 10                              | Sébastien Ogier          | Vincent Landais           | Toyota GR Yaris Rally1   | Toyota Gazoo Racing WRT          | P                        | +11:43.4                 | 1                        |
| World Rally Championship 2      |                          |                           |                          |                                  |                          |                          |                          |
| 1 (7.)                          | Andreas Mikkelsen        | Torstein Eriksen          | Škoda Fabia RS Rally2    | Toksport WRT 3                   | P                        | 3:09:57.7                | 25                       |
| 2 (8.)                          | Gus Greensmith           | Jonas Andersson           | Škoda Fabia RS Rally2    | Toksport WRT 3                   | P                        | +10.3                    | 18                       |
| 3 (9.)                          | Yohan Rossel             | Arnaud Dunand             | Citroën C3 Rally2        | PH Sport                         | P                        | +1:26.0                  | 15                       |
| 4 (11.)                         | Adrien Fourmaux          | Alexandre Coria           | Ford Fiesta Rally2       | M-Sport Ford WRT                 | P                        | +2:16.1                  | 12                       |
| 5 (12.)                         | Grégoire Munster         | Louis Louka               | Ford Fiesta Rally2       | M-Sport Ford WRT                 | P                        | +2:34.7                  | 10                       |
| 6 (13.)                         | Kajetan Kajetanowicz     | Maciej Szczepaniak        | Škoda Fabia RS Rally2    | Kajetan Kajetanowicz             | P                        | +2:54.8                  | 8                        |
| 7 (14.)                         | Lauri Joona              | Tuukka Shemeikka          | Škoda Fabia RS Rally2    | Lauri Joona                      | P                        | +3:07.4                  | 6                        |
| 8 (15.)                         | Martin Prokop            | Michal Ernst              | Ford Fiesta Rally2       | Martin Prokop                    | P                        | +7:17.9                  | 4                        |
| 9 (16.)                         | Mikołaj Marczyk          | Szymon Gospodarczyk       | Škoda Fabia RS Rally2    | Mikołaj Marczyk                  | P                        | +13:03.3                 | 2                        |
| 10 (19.)                        | Alejandro Cachón         | Alejandro López Fernández | Citroën C3 Rally2        | Alejandro Cachón                 | P                        | +16:36.8                 | 1                        |
| World Rally Championship 3      |                          |                           |                          |                                  |                          |                          |                          |
| 1 (18.)                         | Diego Dominguez Jr       | Rogelio Peñate            | Ford Fiesta Rally3       | Diego Dominguez Jr               | P                        | 3:24:38.9                | 25                       |
| 2 (21.)                         | Eamonn Kelly             | Conor Mohan               | Ford Fiesta Rally3       | Motorsport Ireland Rally Academy | P                        | +6:52.6                  | 18                       |
| 3 (23.)                         | Tom Rensonnet            | Loïc Dumont               | Ford Fiesta Rally3       | RACB National Team               | P                        | +7:58.7                  | 15                       |
| 4 (24.)                         | Eduardo Castro           | Carla Salvat Trías        | Ford Fiesta Rally3       | Eduardo Castro                   | P                        | +8:19.6                  | 12                       |
| 5 (25.)                         | Roberto Blach Núñez      | Mauro Barreiro            | Ford Fiesta Rally3       | Roberto Blach Núñez              | P                        | +13:54.5                 | 10                       |
| 6 (26.)                         | Efthimios Halkias        | Nikos Komnos              | Renault Clio Rally3      | Efthimios Halkias                | P                        | +16:38.0                 | 8                        |
| 7 (32.)                         | Spiros Galerakis         | Konstantinos Soukoulis    | Ford Fiesta Rally3       | Spiros Galerakis                 | P                        | +29:01.4                 | 6                        |
| 8 (34.)                         | William Creighton        | Liam Regan                | Ford Fiesta Rally3       | Motorsport Ireland Rally Academy | P                        | +33:01.0                 | 4                        |
| 9 (43.)                         | Giorgos Delaportas       | Evangelos Panaritis       | Ford Fiesta Rally3       | Giorgos Delaportas               | P                        | +47:35.3                 | 2                        |
| 10 (44.)                        | Laurent Pellier          | Kévin Bronner             | Ford Fiesta Rally3       | Laurent Pellier                  | P                        | +48:24.1                 | 1                        |
| Junior World Rally Championship |                          |                           |                          |                                  |                          |                          |                          |
| 1 (18.)                         | Diego Dominguez Jr       | Rogelio Peñate            | Ford Fiesta Rally3       | Diego Dominguez Jr               | P                        | 3:24:38.9                | 25                       |
| 2 (21.)                         | Eamonn Kelly             | Conor Mohan               | Ford Fiesta Rally3       | Motorsport Ireland Rally Academy | P                        | +6:52.6                  | 18                       |
| 3 (23.)                         | Tom Rensonnet            | Loïc Dumont               | Ford Fiesta Rally3       | RACB National Team               | P                        | +7:58.7                  | 15                       |
| 4 (25.)                         | Roberto Blach Núñez      | Mauro Barreiro            | Ford Fiesta Rally3       | Roberto Blach Núñez              | P                        | +13:54.5                 | 12                       |
| 5 (34.)                         | William Creighton        | Liam Regan                | Ford Fiesta Rally3       | Motorsport Ireland Rally Academy | P                        | +33:01.0                 | 10                       |
| 6 (44.)                         | Laurent Pellier          | Kévin Bronner             | Ford Fiesta Rally3       | Laurent Pellier                  | P                        | +48:24.1                 | 8                        |
| Fuente: ewrc-results.com        |                          |                           |                          |                                  |                          |                          |                          |